# 洛氏副單棘魨
洛氏副單棘魨，又稱洛氏副單角魨，為輻鰭魚綱魨形目鱗魨亞目單棘魨科的其中一種，為亞熱帶海水魚，分布於西南太平洋澳洲海域，棲息深度0-78公尺，體長可達13.9公分，棲息在底層水域，生活習性不明。

## 扩展阅读
維基物種上的相關：洛氏副單棘魨